# 51e armée (Russie)
Pour les articles homonymes, voir 51e armée.
La 51e armée (en russe : 51-я армия), de son nom complet la 51e armée interarmes Donetskaïa (en russe : 51-я Донецкая общевойсковая армия), anciennement connue sous le nom de 1er corps d'armée de Donetsk (en russe : 1-й Донецкий армейский корпус, abrégé en 1 АК), est une grande unité des forces terrestres russes.
Ce corps est constitué de plusieurs unités à partir du printemps 2014 dans la partie sécessionniste de l'oblast ukrainien de Donetsk, formant ensemble la « milice populaire de la RPD » (Народная милиция ДНР). Cette milice bénéficiait de l'aide russe lors de la guerre du Donbass, pour son équipement, son armement et son encadrement.
La milice est ensuite renommée 1er corps d'armée, placé sous le commandement de la 8e armée russe. En février 2022, il participe à l'invasion de l'Ukraine. En septembre 2022, le 1er corps est intégré dans l'Armée de terre russe à la suite de l'annexion du Donbass par la Russie. Le corps est transformé en armée en 2024 et prend le nom de 51e armée.

## Historique

### Guerre du Donbass
Le corps est créé le 12 novembre 2014 et comprend des formations armées jusque-là dispersées de la république populaire autoproclamée de Donetsk. Il comprend la 5e brigade de fusiliers motorisés de Donetsk, la 100e brigade de la Garde républicaine, la brigade d'artillerie spéciale, le 3e bataillon spécial et d'autres unités. L'ensemble est rattaché au département de la milice populaire de la république populaire de Donetsk,, qui servait de ministère de la Défense.
La milice bénéficie d'un soutien militaire massif de la part de la Russie, qui l'utilise dans une guerre par procuration mais sans reconnaissance officielle. L'armée russe fournit véhicules, armes, équipements et munitions, ainsi que des instructeurs, des techniciens et des combattants. Ce soutien est allé jusqu'à l'engagement direct d'unités russes aux côtés des miliciens en 2014 (quatre BTG, dont un lors du siège d'Ilovaïsk) et 2015 (deux dans la bataille de Debaltseve). La milice de la RPD, renommée 1er corps, ainsi que celle de la RPL, le 2e corps, sont placés sous l'autorité du district militaire sud russe ; ce dernier installe dès juillet 2014 un état-major dédié, le 12e commandement de réserve (numéro d'unité militaire 89462) à Novotcherkassk près de Rostov-sur-le-Don, renommé en août 2015 le Centre des forces territoriales (no 64722). En 2017, la 8e armée russe est remise sur pied, avec son état-major à Novotcherkassk, qui prend sous son commandement toutes les troupes séparatistes du Donbass.
Selon le ministère ukrainien de la Défense, l'effectif en 2019 du 1er corps d'armée de la RPD est composé de 20 840 militaires et 1 020 civils, et est équipé de 285 chars, 557 véhicules de combat blindés, 240 canons et obusiers, 171 mortiers et 122 systèmes de lance-roquettes multiples.

### Invasion de l'Ukraine
En préparation de l'invasion de l'Ukraine par les Forces armées russes, les deux républiques autoproclamées de Lougansk et de Donetsk annoncent une mobilisation générale à compter du 18 février 2022. À partir du 24 février (date de début de l'offensive russe), les deux milices séparatistes du Donbass, organisées en deux corps d'armée, passent à l'attaque sous le contrôle de la 8e armée combinée de la Garde. Enfin, la mobilisation générale de 2022 a eu comme conséquence la formation de régiments composés de réservistes : 103e, 105e, 107e, 109e, 113e, 119e, 123e, 125e, 127e régiment de fusiliers.
Le 31 décembre 2022, le 1er corps d'armée est officiellement inclus dans les forces armées de la fédération de Russie sous le nom de 1er corps d'armée « de Donetsk ».
En 2024, le 1er corps d’armée est transformé en 51e armée interarmes.

## Composition
- 1re brigade de fusiliers motorisés de la Garde Slavianska (« de Slaviansk », le nom russe de Sloviansk), casernée à Kalmiouske (Komsomolske en russe), le 117e régiment lui est rattaché en 2023;
- 5e brigade de fusiliers motorisés Oplot nommée d'après A. Zakhartchenko, à Donetsk et Dokoutchaïevsk ;
- 9e brigade de fusiliers motorisés de la Garde Marioupolsko-Khinganskaïa (« de Marioupol et du Khingan », titre hérités de la 221e division de fusiliers soviétique), à Novoazovsk, ex-9e régiment de marine, commandant Andryi Oprichtchenko « Outios » ;
- 14e brigade d'artillerie de la Garde « du Kalmious », ex-bataillon de fusiliers du Kalmious (avant l'automne 2014), à Snijne (Snejnoïe) ;
- 15e brigade Piatnachka ;
- 110e brigade de fusiliers motorisés de la Garde, ex-100e brigade, ex-garde républicaine de la RPD, à Donetsk ;
- 114e brigade de fusiliers motorisés de la Garde Ienakiyevo-Dunayskoïe (« d'Ienakievo et du Danube »), ex-11e régiment, ex-bataillon puis régiment « Vostok », à Makiïvka (Makeïevka) ;
- 132e brigade de fusiliers motorisés de la Garde Gorlovskaïa, ex-3e brigade de fusiliers motorisés Berkout, à Horlivka (Gorlovka en russe) ;
- 87e régiment de fusiliers, ex-119e régiment de fusiliers de fusiliers motorisés ;
- 95e régiment de fusiliers motorisés, ex-123e régiment de fusiliers motorisés ;
- 98e régiment de fusiliers motorisés, ex-105e régiment de fusiliers motorisés ;
- 101e régiment de fusiliers motorisés ;
- 109e régiment de fusiliers motorisés ;
- 116e régiment de réserve spéciale, ex-113e régiment de fusiliers motorisés ;
- 10e bataillon de chars de la Garde (ru), ex-2e bataillon de chars Oumanskiï (« d'Ouman ») « Diesel », à Donetsk ;
- 13e bataillon d'assaut « Somalie » nommé d'après M. Tolstykh, ex bataillon Somalie, à Donetsk ;
- 56e bataillon d'opérations spéciales, ex-1er bataillon d'opérations spéciales ;
- 58e bataillon d'opérations spéciales, ex-3e bataillon d'opérations spéciales ;
- 80e bataillon de reconnaissance « Sparta » de la Garde Sparta nommé d'après le héros de la RPD colonel A. Pavlov, ex bataillon Sparta ;
- 287e bataillon, ex-185e bataillon ;
- 23e bataillon de missiles antiaériens, à Donetsk ;
- bataillon de commandement ;
- bataillon de transmission ;
- bataillon de soutien logistique ;

S'y rajoutent des unités peu mobiles et moins bien équipées :
- 1er bataillon de défense territoriale, à Makiïvka et Horlivka ;
- 2e bataillon de défense territoriale « division minière » ;
- 3e bataillon de défense territoriale (stroibat : bataillon de construction), à Horlivka ;
- 4e bataillon de défense territoriale ;
- 5e bataillon de défense territoriale ;
- 6e bataillon de défense territoriale.

### Commandants
- Depuis 2022 ? : Sergueï V. Milchakov[réf. nécessaire]
- 2022 : Roman Koutouzov †[13],[14]
- 2016 : Valeri Assapov †[15]
- 2015 : Oleksi Zavizion
- 2014 - 2015 : Valeri Solodtchouk[16]
- 2014 : Mikhaïl Zousko[17]